# Chiesa di San Gottardo (Vittorio Veneto)
La chiesa di San Gottardo è un piccolo edificio religioso di Vittorio Veneto, in provincia di Treviso.
Sorge su un notevole punto panoramico, ubicata sulle pendici del monte Altare e immersa nel verde. Sul retro inizia il sentiero che si snoda sulla dorsale del colle; su una delle anticime (392 m) è situata un grande croce metallica a memoria dei caduti di tutte le guerre.

## Storia
Venne eretta dall'architetto vicentino Antonio Caregaro Negrin nel 1865 sul luogo dove un tempo si trovava la Rocchetta di Salsa, postazione fortificata avanzata del castello di San Martino. La chiesetta segnava il confine tra le due comunità di Ceneda e Serravalle, allora divise non solo dal punto di vista ecclesiastico, ma anche da quello amministrativo poiché costituivano due comuni distinti.

## Edificio
All'interno si trova una pala raffigurante San Gottardo, opera del pittore cenedese Antonio Dal Favero.
Nel 1972 gli ex minatori e la locale sezione dell'Associazione Marinai d'Italia vi hanno collocato una statua di Santa Barbara in ceramica, opera di Isidoro Da Col e Angelo Sentan, artisti del Centro di Ceramica Artistica di Scomigo.
Dietro l'abside è collocato uno stemma di origine ignota, raffigurante due passeri recanti le iniziali N. P. e indicante il sito dove sorgeva la Rocchetta.

## Altre immagini

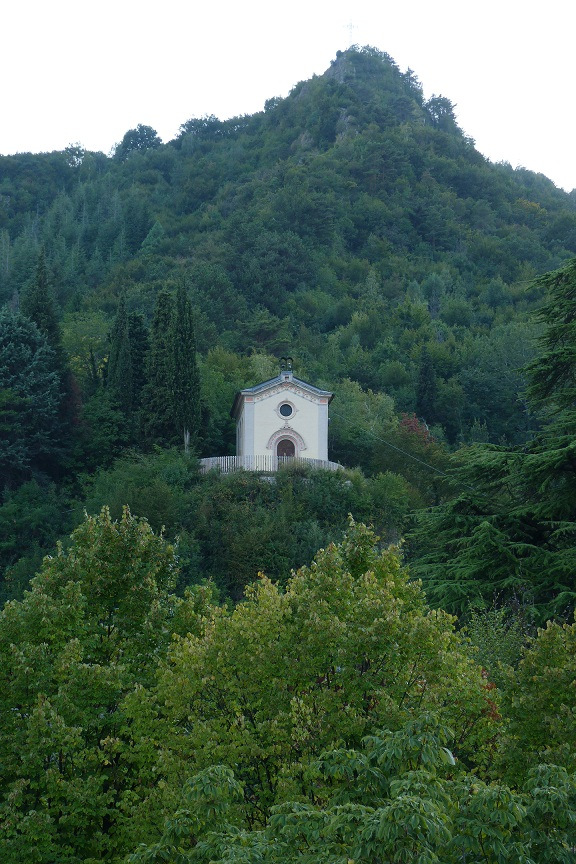
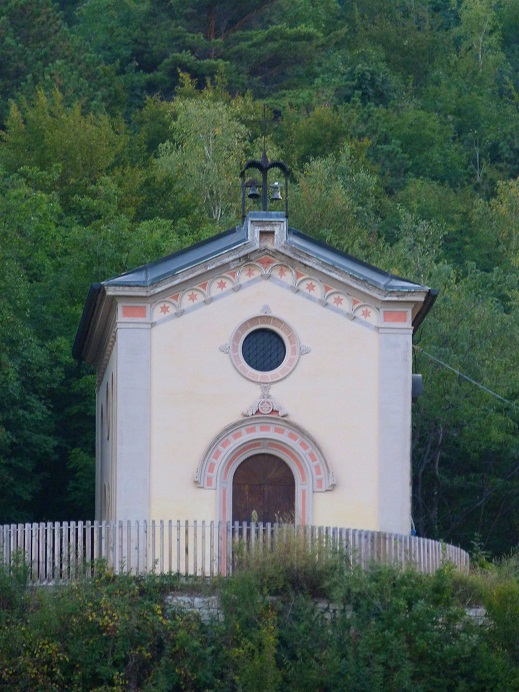